# Mark Okita
Mark Okita (マーク・大喜多 Māku Ōkita?, Sídney, 10 de noviembre de 1969) es un actor de doblaje australiano de origen japonés. Está afiliado a Office Osawa.

## Filmografía

### Anime
2004
- Speed Grapher –

2005
- Witchblade –

2011
- Tiger & Bunny – Locutor

2014
- Future Card Buddyfight – Narrador

2015
- Future Card Buddyfight 100 – Narrador

### Tokusatsu
2004
- Chouseishin Gransazer – Freedo
- Genseishin Justirisers –

2009
- Kamen Rider Decade – Decade Driver

### Películas de cine
2004
- Kamen Rider Blade: Missing Ace –

2009
- Cho Kamen Rider Den-O & Decade Neo Generations: The Onigashima Warship – Decadriver Voice, Diendriver Voice
- Kamen Rider Decade: All Riders vs. Dai-Shocker – Tournament Announce, Decadriver Voice, Diendriver Voice
- Kamen Rider × Kamen Rider Double & Decade: Movie War 2010 – Decadriver Voice, Diendriver Voice, K-Touch Voice

2012
- Kamen Rider × Super Sentai: Super Hero Taisen – Decadriver Voice, Diendriver Voice

2013
- Kamen Rider Wizard –

2014
- Heisei Rider vs. Shōwa Rider: Kamen Rider Taisen feat. Super Sentai – Decadriver Voice